# Mulkila
Der Mulkila (auch Milang IV oder M4) ist ein Berg im Westhimalaya im indischen Bundesstaat Himachal Pradesh.
Der 6517 m hohe Berg befindet sich in Lahaul im Distrikt Lahaul und Spiti. Er bildet die höchste Erhebung einer Gebirgsgruppe, die von den beiden Chanab-Quellflüssen Bhaga und Chandra umströmt wird. An der Nordwestflanke des Mulkila erstreckt sich der Milanggletscher mit seinem westlichen und östlichen Quellgletscher.
Am 7. September 1939 während des Ausbruchs des Zweiten Weltkriegs wurde der Mulkila im Rahmen einer österreichisch-britischen Expedition von Fritz Kolb, Ludwig Krenek und Robey Johnson erstbestiegen. Die Aufstiegsroute führte dabei über den Milanggletscher.
Die Expedition, zu der auch Hilda Richmond, Frank Hollick und Donald Cumber gehörten, bestieg noch weitere Gipfel des Milang-Gebiets. Ihr Erfolg als Projekt der Völkerverständigung wurde durch den Tod Hilda Richmonds und die anschließende Internierung Kolbs und Kreneks überschattet. 
Der Berg gilt als technisch durchaus anspruchsvoll, mit Felskletterei in brüchigem Fels im Gipfelbereich. Zwischen Juni und Mitte Oktober ist die beste Zeit für einen Aufstieg.